# Distretto di Shancheng
Il distretto di Shancheng (山城区S, Shānchéng QūP) è un distretto della Cina, situato nella provincia di Henan e amministrato dalla prefettura di Hebi.